# Xã Grant, Quận Union, Iowa
Xã Grant (tiếng Anh: Grant Township) là một xã thuộc quận Union, tiểu bang Iowa, Hoa Kỳ. Năm 2010, dân số của xã này là 265 người.